# Tito & Tarantula
Tito & Tarantula ist eine US-amerikanische Rockband, die 1996 durch ihren Auftritt (als Musiker und Darsteller) in dem Film From Dusk Till Dawn weltweit bekannt wurde. Das darin gespielte After Dark ist bis heute ihr erfolgreichster Song.

## Bandgeschichte
Die Band wurde 1992 in Los Angeles von dem aus Mexiko stammenden Tito Larriva (vormals bei den 1970er- und 1980er-Jahre-Punk-Bands Plugz, Flesh Eaters, The Impalas, Cruzados) und dem Gitarristen Peter Atanasoff gegründet. Tarantula bezieht sich auf den gleichnamigen SF-Horrorfilm von Jack Arnold aus dem Jahre 1955. Begonnen haben Tito & Tarantula als Spaßprojekt mit Live-Auftritten in verschiedenen Clubs und Cafés in Los Angeles, welche zunehmend mehr Publikum anzogen. Dabei stießen sie Mitte der 1990er Jahre erstmals auf den Regisseur Robert Rodriguez. Dieser verhalf Tito Larriva zu einer kleineren Rolle in Desperado und die Band steuerte dem Soundtrack drei Songs bei. Ein Jahr später folgte der erwähnte Film From Dusk Till Dawn (mit zwei Soundtrack-Titeln). Im Jahre 1997 erschien das erste Album Tarantism, wobei unter den Produzenten der From-Dusk-Till-Dawn-Regisseur Robert Rodriguez war, gleichzeitig nun ein Freund und Förderer der Band. Unter den zehn Titeln finden sich auch vier Stücke aus den beiden besagten Filmen.

## Diskografie

### Studioalben
| Jahr | Titel                                 | Höchstplatzierung, Gesamtwochen, AuszeichnungChartplatzierungen (Jahr, Titel, Platzierungen, Wochen, Auszeichnungen, Anmerkungen) | Höchstplatzierung, Gesamtwochen, AuszeichnungChartplatzierungen (Jahr, Titel, Platzierungen, Wochen, Auszeichnungen, Anmerkungen) | Höchstplatzierung, Gesamtwochen, AuszeichnungChartplatzierungen (Jahr, Titel, Platzierungen, Wochen, Auszeichnungen, Anmerkungen) | Anmerkungen                          |
| Jahr | Titel                                 | DE | AT | CH | Anmerkungen                          |
| ---- | ------------------------------------- | --- | --- | --- | ------------------------------------ |
| 1997 | Tarantism                             | DE43 (26 Wo.)DE | — | — | Erstveröffentlichung: Oktober 1997   |
| 1999 | Hungry Sally & Other Killer Lullabies | DE39 (8 Wo.)DE | AT38 (5 Wo.)AT | — | Erstveröffentlichung: März 1999      |
| 2000 | Little Bitch                          | DE33 (4 Wo.)DE | — | — | Erstveröffentlichung: August 2000    |
| 2002 | Andalucia                             | DE40 (3 Wo.)DE | — | — | Erstveröffentlichung: März 2002      |
| 2008 | Back into the Darkness                | DE62 (1 Wo.)DE | AT58 (3 Wo.)AT | — | Erstveröffentlichung: April 2008     |
| 2019 | 8 Arms to Hold You                    | — | — | — | Erstveröffentlichung: September 2019 |

Weitere Alben
- 2009: Texas Roadhouse Live: Tito & Tarantula Live at the Continental Club
- 2015: Lost Tarantism
- 2017: Live at Rockpalast

### Singles
| Jahr | Titel Album          | Höchstplatzierung, Gesamtwochen, AuszeichnungChartplatzierungen (Jahr, Titel, Album, Platzierungen, Wochen, Auszeichnungen, Anmerkungen) | Höchstplatzierung, Gesamtwochen, AuszeichnungChartplatzierungen (Jahr, Titel, Album, Platzierungen, Wochen, Auszeichnungen, Anmerkungen) | Höchstplatzierung, Gesamtwochen, AuszeichnungChartplatzierungen (Jahr, Titel, Album, Platzierungen, Wochen, Auszeichnungen, Anmerkungen) | Anmerkungen                      |
| Jahr | Titel Album          | DE | AT | CH | Anmerkungen                      |
| ---- | -------------------- | --- | --- | --- | -------------------------------- |
| 1998 | After Dark Tarantism | DE74 (4 Wo.)DE | — | — | Erstveröffentlichung: April 1998 |

Weitere Singles
- 1998: Mexico
- 1999: Slow Dream
- 2000: After Dark-Remixes
- 2000: Forever Forgotten & Unforgiven
- 2000: Goodbye Sadie (Promo)
- 2002: California Girl (Promo)
- 2008: Monsters (Promo)